# Bupleurum subnivale
Bupleurum subnivale är en flockblommig växtart som först beskrevs av Anatol I. Galushko, och fick sitt nu gällande namn av Anatol I. Galushko. Bupleurum subnivale ingår i släktet harörter, och familjen flockblommiga växter. Inga underarter finns listade i Catalogue of Life.